# Kaempferia larsenii
Kaempferia larsenii är en enhjärtbladig växtart som beskrevs av Sirirugsa. Kaempferia larsenii ingår i släktet Kaempferia och familjen Zingiberaceae.
Artens utbredningsområde är Thailand. Inga underarter finns listade i Catalogue of Life.